# Edelstal
Edelstal (en húngaro: Nemesvölgy) es una ciudad localizada en el Distrito de Neusiedl am See, estado de Burgenland, Austria.
- Datos: Q663362
- Multimedia: Edelstal / Q663362

1. ↑  Worldpostalcodes.org, código postal n.º 2413.